# Christus Koning (titel)

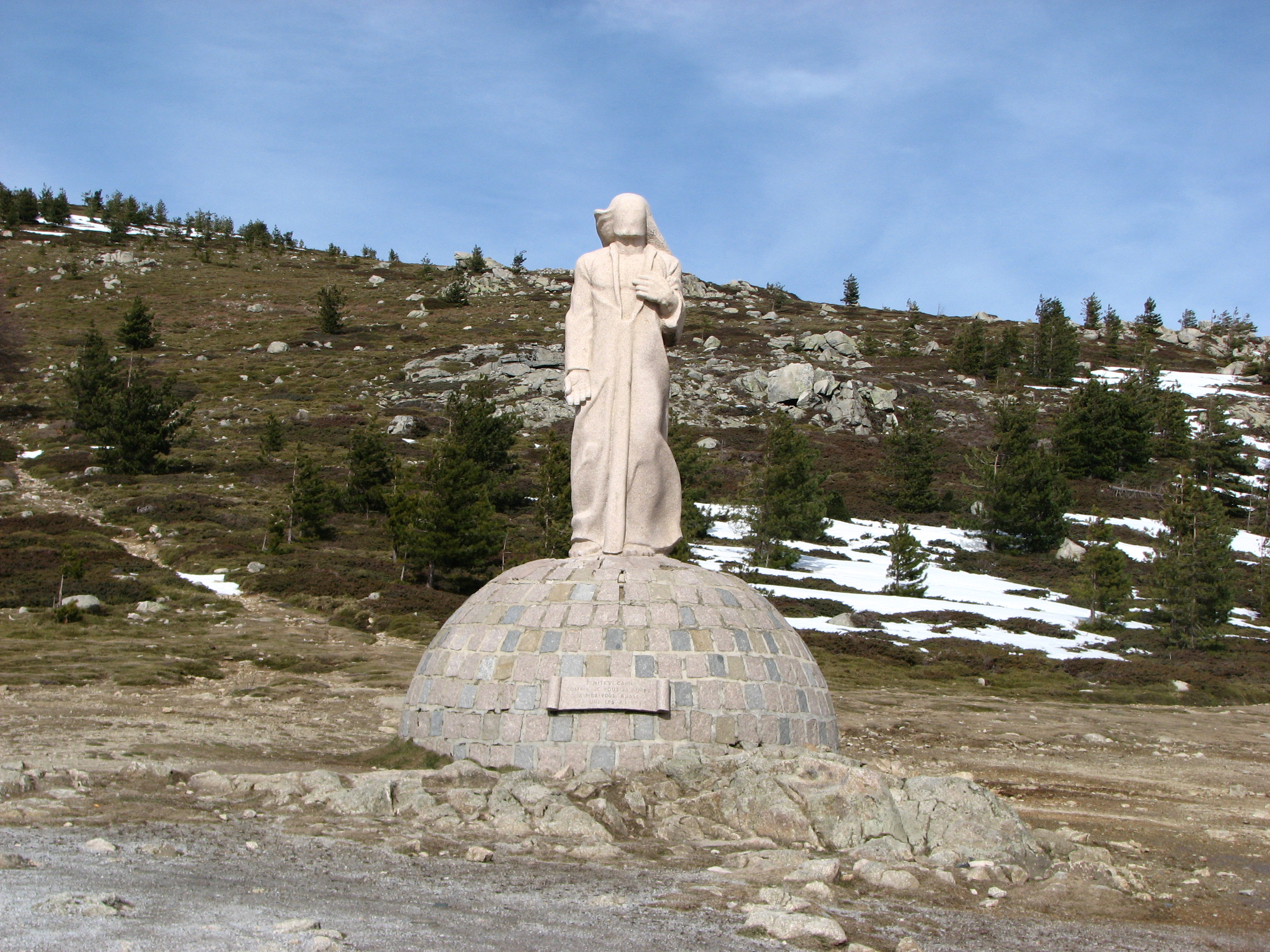
Christus Koning beeld op de Col de Vergio op Corsica

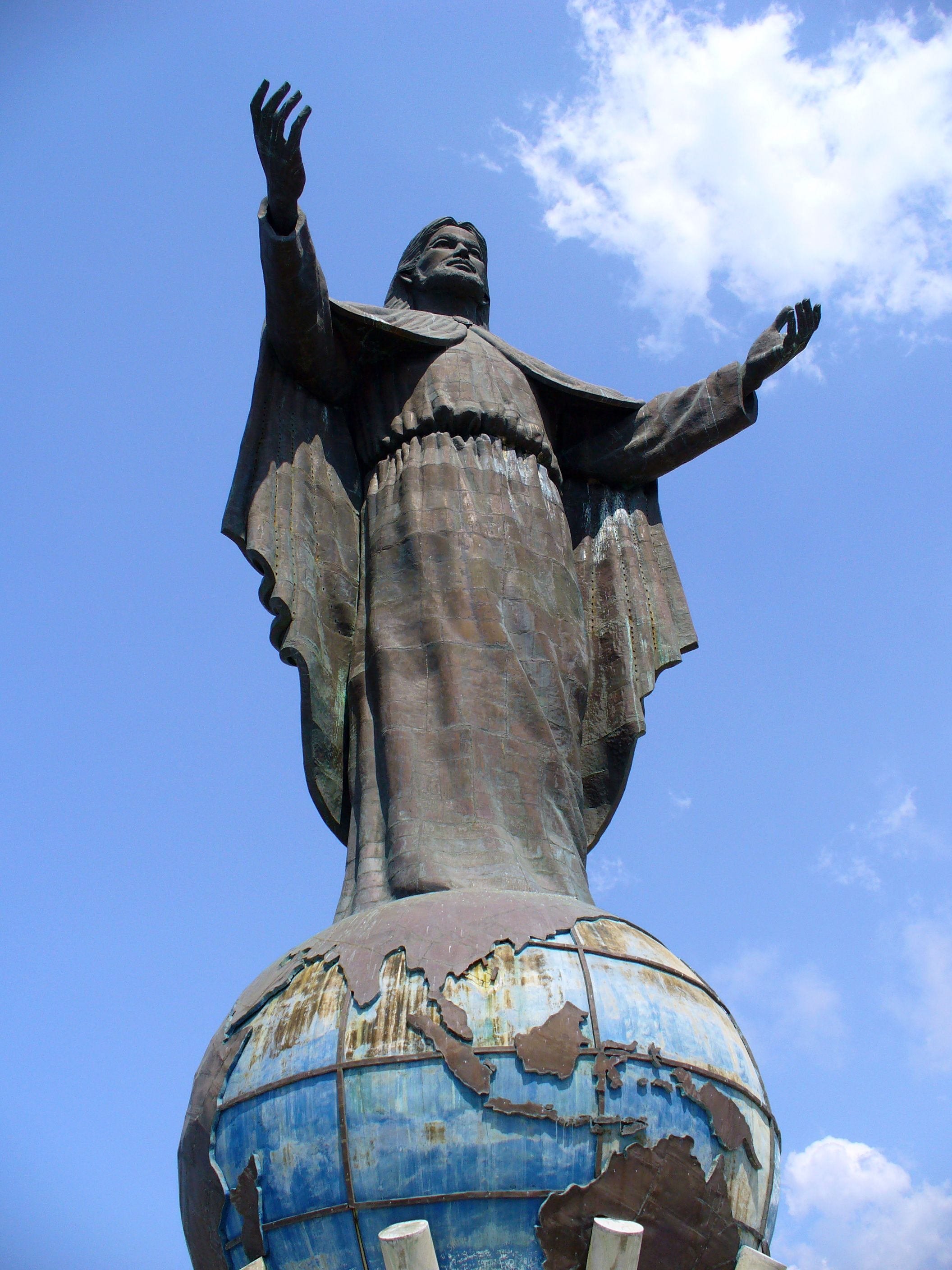
Standbeeld voor Christus Koning in Dili (Oost-Timor)

Christus Koning (Dominus Noster Iesus Christus Universorum Rex, Onze Heer Jezus Christus, Koning van het Heelal) is een titel voor Jezus. Deze titel verwijst naar het concept van het Koninkrijk van God waarin Jezus Christus aan de rechterzijde van God zou zitten. Dit concept verwijst niet naar de spottende titel van "Koning der Joden".

## Pius XI

### Ubi arcano Dei consilio
De eerste encycliek van paus Pius XI was Ubi arcano Dei consilio in december 1922. In de nadagen van de Eerste Wereldoorlog merkte de paus op dat hoewel er een wapenstilstand was, er geen sprake was van echte vrede. Hij uitte zijn onvrede over de tegenstellingen tussen de klassen en het nationalisme. Volgens de paus kon echte vrede slechts bereikt worden onder het "Koningschap van Christus" als "Prins van de Vrede".

### Quas primas
Het koningschap van Christus kwam opnieuw aan bod in de encycliek Quas primas in 1925. De paus stelde het Feest  van Christus Koning in op de laatste zondag van het kerkelijke jaar om de christenen eraan te herinneren dat hun trouw bij hun spirituele leider in de hemel zou dienen te liggen en niet bij aardse heersers.